# Aubigny-en-Artois
Aubigny-en-Artois è un comune francese di 1 480 abitanti situato nel dipartimento del Passo di Calais nella regione dell'Alta Francia.

## Storia

### Simboli
Lo stemma comunale è stato approvato nel 1957 riprendendo il blasone dei Conti d'Artois — qui brisato da un bastone abbassato di rosso — per ricordare la divisione della giurisdizione su Aubigny avvenuta nel 1272 tra i Conti d'Artois e i Conti di Saint-Pol.

## Società

### Evoluzione demografica
Abitanti censiti